# Pargas
Pargas (finska: Parainen) är en kommundel i Pargas stad i landskapet Egentliga Finland, belägen strax söder om Åbo. Pargas var en självständig kommun till kommunsammanslagningen den 1 januari 2009. Pargas hade då cirka 12 000 invånare och en yta på 480 km² varav 272,79 km² landyta. Pargas var en tvåspråkig stad med svenska som majoritetsspråk, cirka 54 procent, och finska som minoritetsspråk. 
Pargas kallades även för ”Skärgårdens huvudstad”, eftersom staden ligger i Åbolands skärgård och gärna såg sig som centralort för denna. Pargas består av många öar och holmar (22 bebodda). Pargas var den enda staden i Finland som var helt omsluten av vatten. De centrala delarna av Pargas har ändå landsvägsförbindelse och därför räknades Pargas inte officiellt som skärgård. Skärgårdsvägen ut till Nagu, Korpo och Houtskär går genom Pargas.
Pargas centrum är av tradition en industriort och industrin erbjuder en fjärdedel av arbetsplatserna. Ett av Nordeuropas största dagbrott är beläget nära centrum. I dagbrottet bryts kalk och kalkförädlingen utgör ännu en betydande del av Pargas industri. Nordkalk handhar kalkbrytningen och kalkproduktionen. De tre övriga storindustrierna är Finncement (cementproduktion), Paroc (isolationsmaterial) och Maxit (spackel och putsmedel). 
Största delen av Pargas är dock landsbygd.
En icke oväsentlig del av invånarna arbetar i Åbo men bor i Pargas, där tomtpriserna är lägre och attraktiva tomter lättare att komma över. Pargas har också betydande fritidsbosättning (3000 sommarstugor), i synnerhet längs stränderna och på öarna längre bort (total strandlinje över 700 km).
Den historiska kommunen Pargas hade följande vänorter: Haninge kommun (Sverige), Ulstein (Norge), Tjudovo (Ryssland) och Kärdla (Estland).

## Historia
De äldsta fynden som visar att jägare och fiskare rört sig i området är 4500 år gamla. Då var Pargas ännu ett utskärslandskap (se Landhöjning). Bosättning närmare land fanns betydligt tidigare och människor rörde sig redan då också i ytterskärgården. Stenåldersbosättningen i Fagervik på Stormälö är den äldsta i Pargas och är från mellan 2800 och 2450 f.Kr. Från den sena stenåldern finns flera fynd, som visar att skärgården var bebodd.
Under medeltiden bodde en del frälsemän i Pargas, främst lågfrälsen. Den mest betydande av frälsets sätesgårdar i Åboland var Qvidja, som genom arv tillföll släkten Fleming. År 1556 vistades Gustav Vasa på Qvidja. Vid denna tid fanns i Pargas 103 byar och 359 gårdar och därmed sannolikt 2000–2500 invånare. Jordbruket var den dominerande näringen, men kalk brändes redan på denna tid, i första hand för Åbos behov.
Finlands nationalskald, Johan Ludvig Runeberg bodde en kort tid i Pargas före och efter Åbo brand 1827. I Pargas träffade han sin blivande maka Fredrika Runeberg född Tengström, som också flyttat till Pargas efter Åbo brand.
Hängbron över Rävsundet byggdes 1963 och ersatte då en pontonbro, före kriget fanns här en färjeförbindelse. Bron över Hessundet byggdes 1938. Tillsammans med mindre broar över Kustö sund och Kyrksundet ger dessa stadens centrum fast vägförbindelse till fastlandet. Flera av de större öarna är fortfarande beroende av färja.
Pargas köping sammanslogs med Pargas landskommun 1 januari 1967. Pargas blev stad den 1 januari 1977, då köpingarna avskaffades i Finland.
Pargas förenades den 1 januari 2009 med skärgårdskommunerna Nagu, Korpo, Houtskär och Iniö till den nya kommunen Väståboland. Kommunen bytte med Pargasbornas röster namn till Pargas strax efter att samgångsavtalet upphört att vara juridiskt bindande.

## Sevärdheter
- Pargas hembygdsmuseum (i centrum)

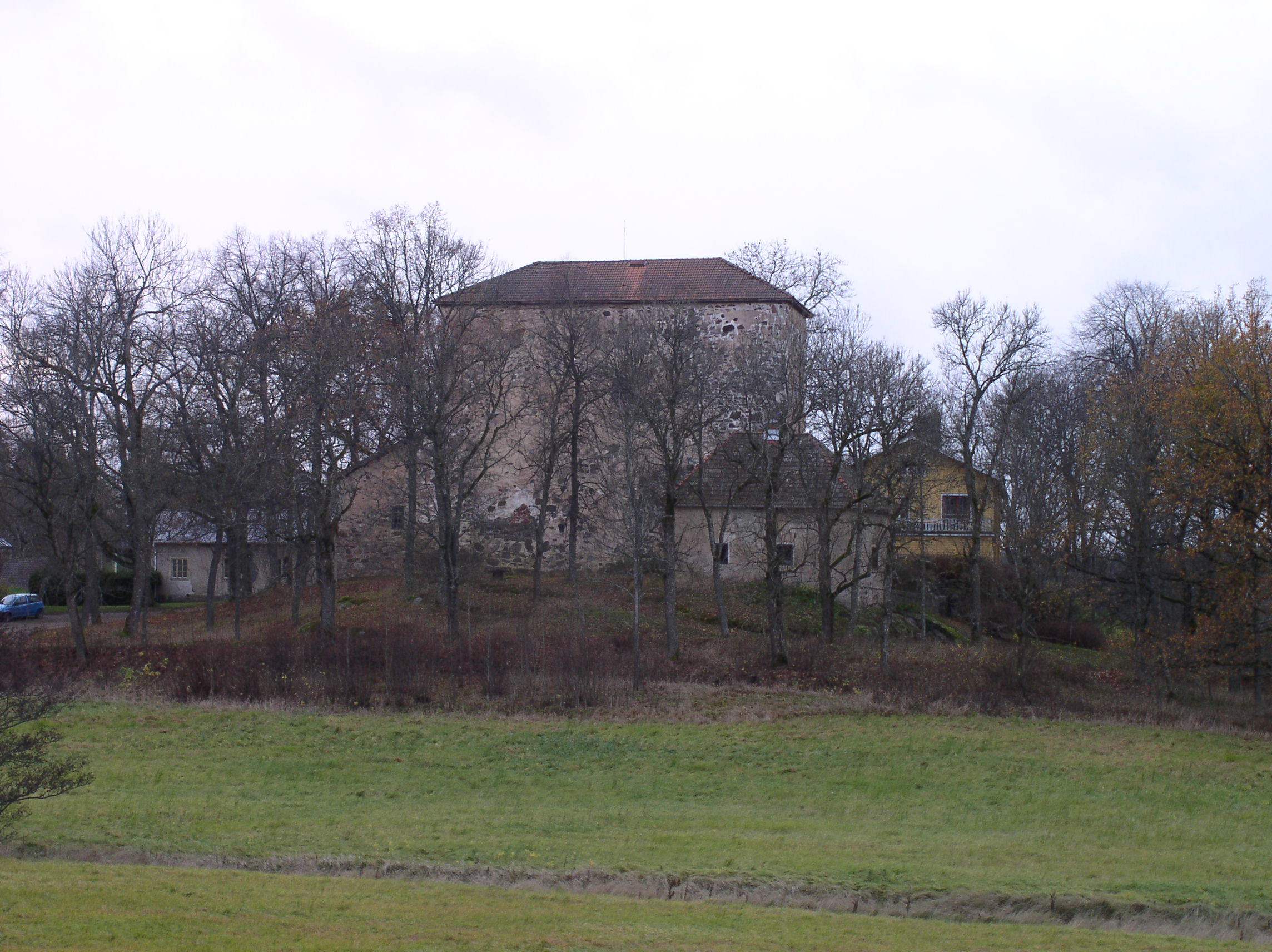
Qvidja slott.

- Pargas kalkgruva (strax sydväst om centrum)
- Artbank Finland, Nordens enda privata Salvador Dalí utställning på Köpmansgatan 24. Även ett galleri med verk av inhemska/utländska konstnärer (Stefan Lindfors, HC Berg, Sandy Bee m.fl.)
- Gamla Malmen, Kyrkmalmen (östra centrum)
- Pargas kyrka (medeltida gråstenskyrka)
- Runebergsgranen
- Skyttala museum (gård inredd som på 1800-talet)
- Pargas industrimuseum (vid gruvan)
- Museikaféet Fredrikastugan (på Gamla malmen, uppkallad efter Fredrika Runeberg)
- Stentorps fårfarm (i Skråbbo på Kirjalaön, vid Vapparn)
- Lofsdal (på Stortervolandet, nära Skärgårdsvägen)
- Lenholmens naturskyddsområde (invid Lofsdal)
- Sattmarks kaffestuga (på Stortervolandet, vid Skärgårdsvägen och Sattmarkssundet)
- Vingården Tammiluoto (på Lemlaxön sydost om centrum)
- Cigarrfabriken J. Sundqvist
- Qvidja slott (på Lemlaxön)
- Kalkvägen: Pargas kalk ville öka avsättningen för cement genom att ersätta asfalt med betong. Kalkvägen belades på detta sätt som ett experiment.

## Ortnamn

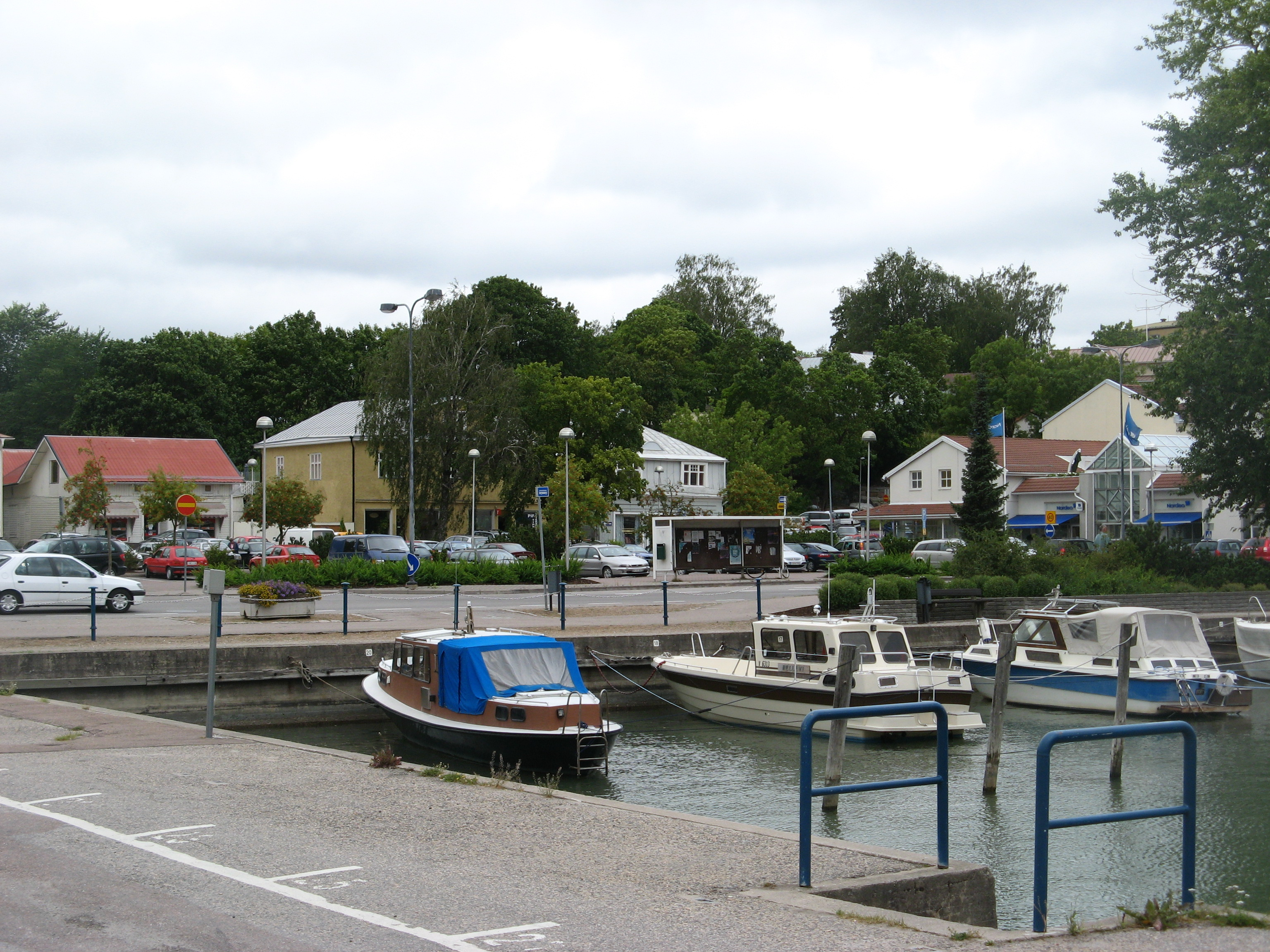
Pargas centrum sett från salutorget.

Centrum i Pargas är stadsdelen Malmen (fi. Malmi). Några andra stadsdelar är: Bläsnäs, Finby, Jonsäng (fi. Jussinniitty), Kalkberget (fi. Kalkkivuori), Kalkholmen, Munkvik, Norrby, Parsby, Rödjan (fi. Raivio), Skräbböle, Söderby, Tegelhagen (fi. Tiilihaka), Tennby och Österby. Bosättningsområden är: Brobacka, Ljusudda, Björkhagen, Snäckviken.
Några av kommunens öar heter Attu, Heisala, Kirjalaön, Kuggö, Lemlaxön, Lessor, Lielaxön, Linsor, Mielisholm, Stortervolandet (fi. Iso-Tervo), Tammo och Ålön. Här finns också berget Finby klint, en fjärd med namnet Kyrkfjärden och sunden Kyrksundet (fi. Kirkkosalmi), Pargas port, Pemarfjärden, Pensarströmmen (mellan Nagu och Pargas) Rävsund (mellan Kustö i S:t Karins och Pargas) samt Örfjärden (mellan Nagu och Pargas).
Några byar i kommunen är: Bjursäng, Bodnäs, Bollböle, Brattnäs, Degerby, Domarby, Ersby, Fagerkulla, Fallböle, Gammelgård, Garsböle, Granvik, Grisböle, Gräggböle, Gundvik, Gunnarsnäs, Gästerböle, Harasholm (Haradsholm), Heisala, Hessundet, Hoggais, Hyvilemp, Jermo, Kapellstrand (fi. Kappeliranta), Kassor, Kojkulla, Kopparö, Koupo, Kurkas, Kyrkäng, Kårlax (fi. Koorlahti), Källvik, Kärnom, Lampis, Lapplax (fi. Laplahti), Lemlax (fi. Lemlahti), Levo, Lielax (fi. Lielahti), Lillby, Lillmälö, Lilltervo (fi. Pikku-Tervo), Lofsdal, Loskarnäs, Mattholm, Muddais, Munkbacka, Mustfinn, Mågby, Mälö, Mörkby, Mörkvik, Nederkirjala (fi. Ali-Kirjala), Nilsby, Nulto, Ontala, Petteby, Pito, Pjukala, Pölsböle, Rövarnäs, Sandvik, Seivis, Siggnäs, Simonby, Skogsböle, Skråbbo, Skräbböle, Skyttala, Skyttböle, Skärmola, Sorpo, Stormälö, Strandby, Sunnanberg, Sydmo, Sysilax (fi. Sysilahti), Såris, Tara, Tennäs, Tervsund, Tojois, Träskby, Vallis, Vannais, Vepo, Vidkulla, Våno, Västermälö och Ybbersnäs.

### Centrum

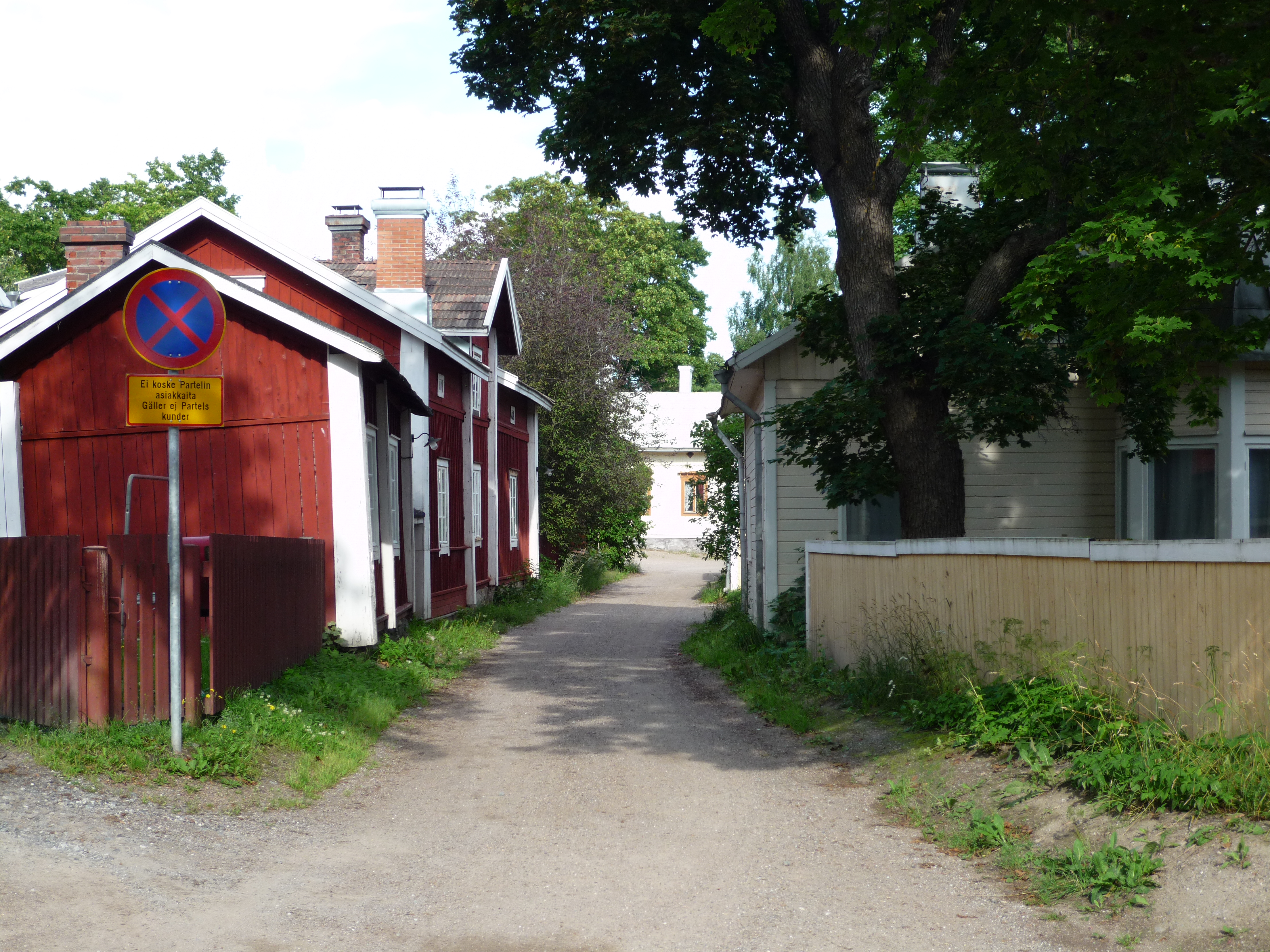
Gata på Gamla Malmen.

Centrum i Pargas kallas Malmen och ligger på båda sidor om Kyrksundet mellan Ålön och Kyrklandet. Flera pittoreska små broar leder över sundet. Affärscentret, med många småbutiker och restauranger, ligger på västra sidan, i huvudsak kring gågatan Köpmansgatan. Strax söderut, mot Kyrkfjärden, ligger Hotell Kalkstrand och gästhamnen (Kalkholmen).
Den äldre centrumbebyggelsen på andra sidan sundet, Kyrkmalmen eller Gamla Malmen, har bevarats väl. Här finns den medeltida gråstenskyrkan, Fredrikastugan och Gullkrona vävsalar.
Norr om affärscentret ligger Centralparken och busstationen.

### Industriområden
Det väldiga dagbrottet (se Pargas kalkgruva) ligger sydväst om centrum. Nära detta finns Storindustrin (sydost om gruvan, vid Kyrkfjärden) och i nordväst, på andra sidan av Skärgårdsvägen, industriområdena i Sysilax och Finbydal. På Kyrklandet finns industriområdet på Norrbyåsen nordost om centrum och det som förut var Navire (vid Hessviken längre mot Åbo, invid Hessundsbron).

### Bostadsområden
Höghusbebyggelse finns i Tennby öster om Kyrkmalmen, i Söderby nordost om denna och på Parsbybacken strax nordväst om affärscentrum. I övrigt domineras bostadsområdena av egnahemshus. Betydande bostadsområden finns intill centrum i öster (Björkhagen, Söderby och Österby), norr och nordväst om centrum på andra sidan Skärgårdsvägen (Bläsnäs, Parsby, Finby och Rödjan) samt sydväst om kalkgruvan (Skräbböle och Pjukala).
I synnerhet nära centrum, längs stränderna och nära Skärgårdsvägen, finns betydande ny bebyggelse. Många av byarna har dock bevarat den gamla byaprägeln. Det mesta av Pargas, utom Kyrklandet och östra Ålön, är mer eller mindre landsbygd.

### Vattenområden

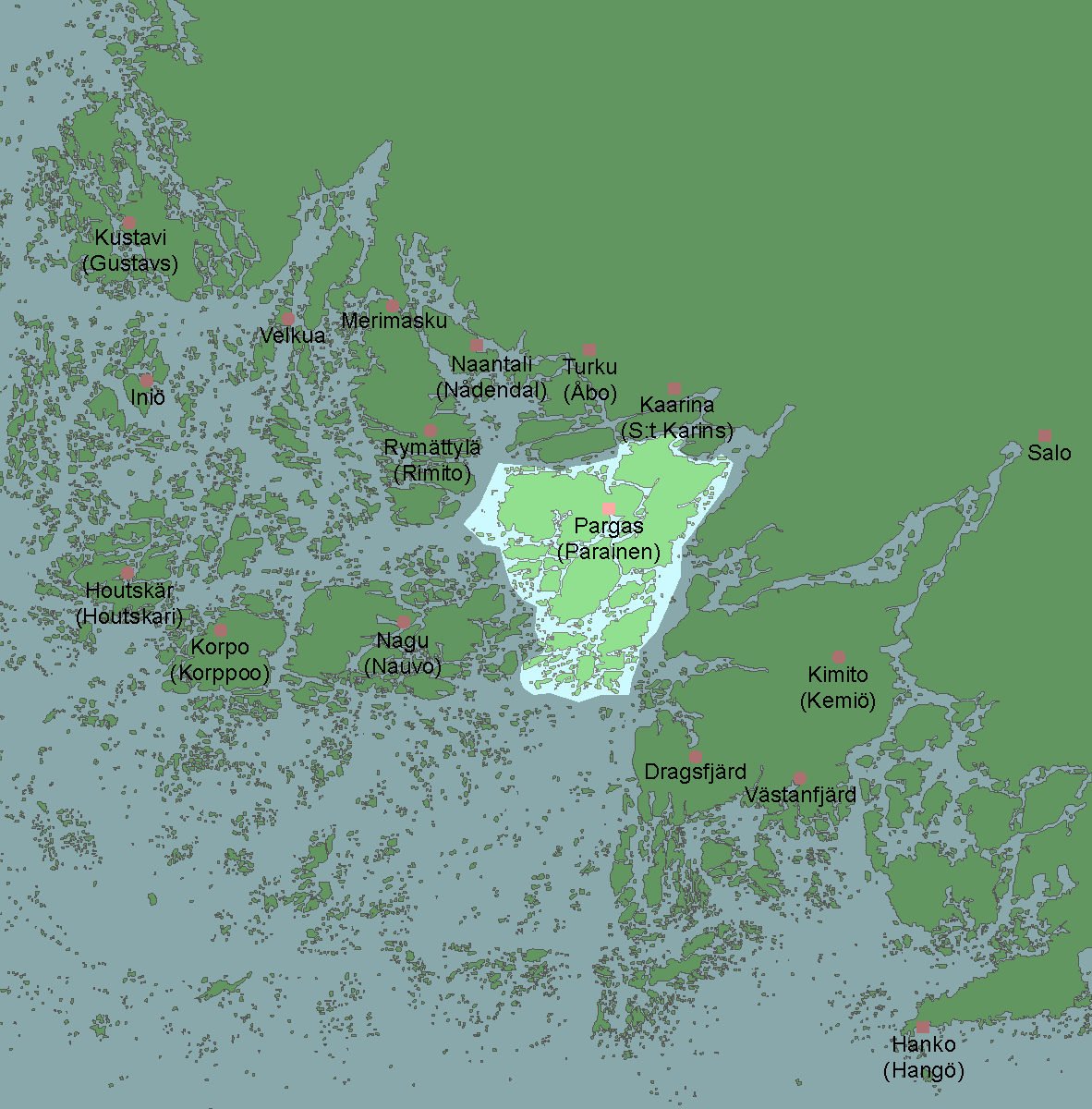
Pargas i Åbolands skärgård.

Väster om Pargas (Ålön) finns den stora fjärden Erstan samt längre söderut, mot Nagu, Korsfjärden, Örfjärden och Pensarströmmen. Färjeleden mot Nagu går söder om Erstan, mellan Lillmälö och Prostvik. Diskussioner om att ersätta färjan med broar har länge förts.
Fjärden Vapparn skiljer Pargas från Kakskerta i Åbo norr om Ålön. Öster om Vapparn skiljer Kirjalasundet och Rävsundet Kirjalalandet från Kustö i S:t Karins. Farleden från industrin vid Hessviken går genom Hessundet och över Vapparn till Erstan.
Österut ligger Pemarfjärden mellan dels Lielax- och Lemlaxön och Sagu och fastlandet, dels mellan Mielisholm och Attu i Pargas och Kimito.
Farleden från centrum och Storindustrin söderut går över Kyrkfjärden, via Brunäshålet, Tervsund, Gyltan och Vånö sund, över fjärdarna Lillmaran och Stormaran och vidare genom Pargas port ut på Gullkronafjärden. En mindre farled går från Gyltan österut mot Pemarfjärden. Farleden från centrum västerut går över Kyrkfjärden, genom pontonbron till Stortervolandet, under bron i Sattmark och mellan Stormälö och Lillmälö ut mot Erstan.
En havsvik på Ålön (Hyvilempfjärden och dess vikar) har år 1968 avskiljts från havet med en sluss. Den konstgjorda sjön försåg staden med vatten fram till mitten på 2010-talet. Övergödning av sjön på grund av jordbruk har varit ett stort problem. Pargas är numera med i ett projekt om att förse åboregionen med konstgjort grundvatten: vatten från Kumo älv filtreras i Virttaankangas och leds till de berörda kommunerna.

## Politik

### Mandatfördelning i Pargas stad, valen 1976–2004
| 5 | 7 | 2 |  | 17 | 3 |

| 4 | 7 | 2 | 17 | 5 |

| 3 | 8 | 2 | 18 | 4 |

| 2 | 8 | 2 | 2 | 17 | 4 |

| 2 | 7 | 4 | 2 | 16 | 4 |

| 2 | 7 | 3 | 2 |  | 17 | 3 |

| 2 | 7 | 2 | 3 | 18 | 3 |

| 2 | 7 | 2 | 3 | 17 | 4 |

| 20 | 15 |

## Sport
Sportplaner finns i anslutning till skolorna väster om centrum, i Björkhagen och en mindre plan i Rödjan. I Centralparken finns beachvolleyplaner.

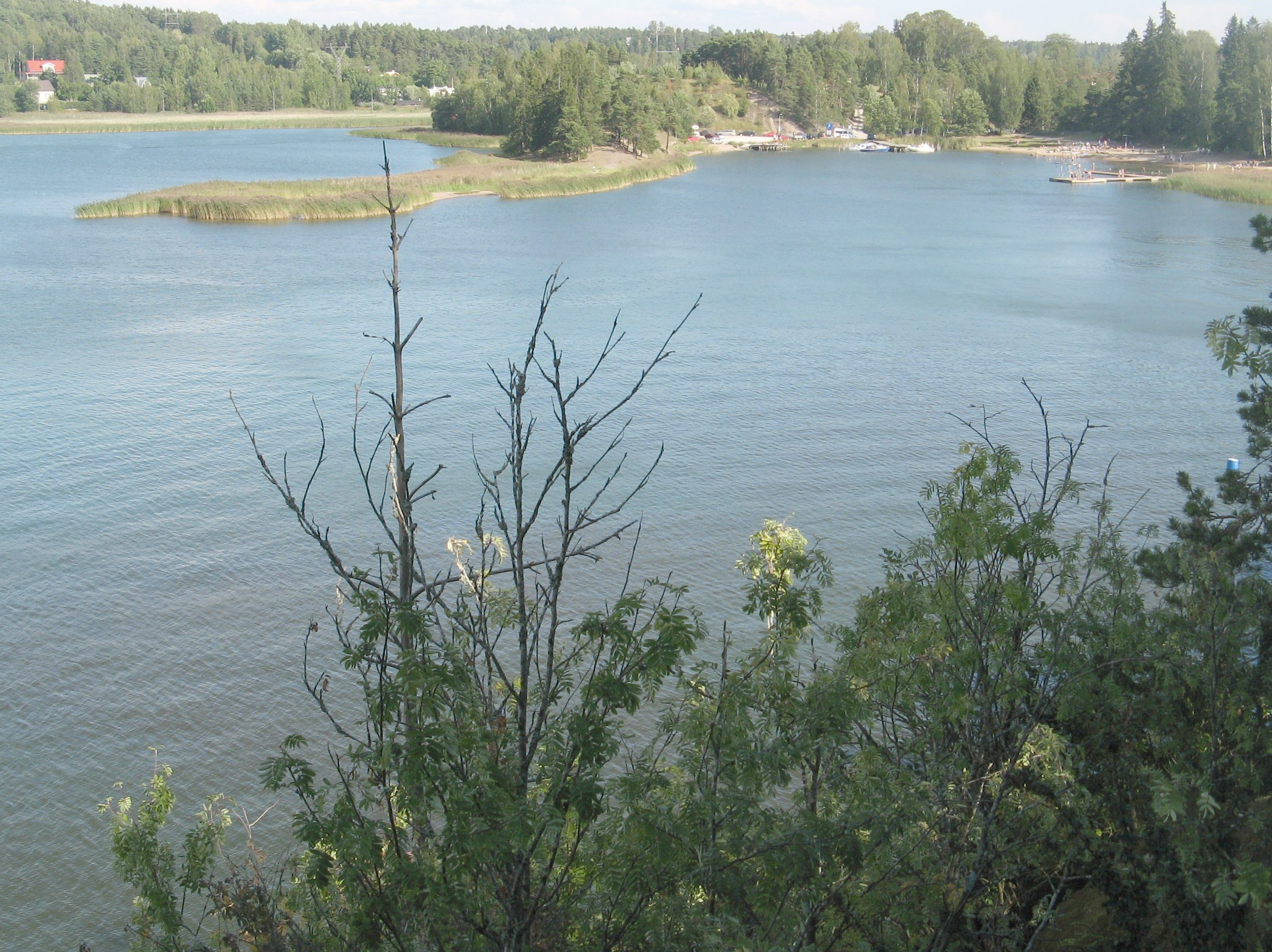
Bläsnäsviken, en knapp kilometer från busstationen.

Allmänna badstränder finns bland annat i Bläsnäs och Norrby norr om centrum (mot Vapparn), invid gästhamnen vid centrum (Kalkholmen, mot Kyrkfjärden), vid Sattmarkssundet, i Mustfinn (mot Erstan) och vid Airisto på Stormälö (vid Erstan).
En golfbana på 18 hål (Archipelagia Golf) finns i Vepo, med klubbhus norr om Finby.
En belyst motionsslinga finns vid golfplanen.
Idrottsföreningar
(Pargas Idrottsförening (PIF), är den dominerande idrottsföreningen på orten.)
- Fotboll: PIF, herrarnas division 2 & damernas division 2
- Handboll: Herrarna: FM-ligan. Damerna: Division 1
- Rodd: Pargas Roddklubb
- Ishockey: ParSport
- Skidåkning: PIF Ski Team
- Orientering: PIF
- Innebandy: FBC Parainen, PIF